# Instituto de Arqueología Vasile Pârvan
El Instituto de Arqueología Vasile Pârvan  ( en rumano: Institutul de Arheologie "Vasile Pârvan" ) es un centro de investigación ubicado en Bucarest y dependiente de la Academia Rumana. Está especializado en prehistoria, historia antigua, arqueología clásica e historia medieval. Desde 1999, el director del instituto es el historiador y arqueólogo Alexandru Vulpe. La sede del instituto está en la llamada Casa Macca, calle Henri Coandă, núm. 11, de Bucarest. Su primer director fue el arqueólogo y profesor emérito Vasile Pârvan.

## Historia y colecciones
Como institución de investigación más antigua de Rumania, fundada en 1834, el Instituto de Arqueología Vasile Pârvan tiene una rica historia. El instituto tiene en posesión el patrimonio arqueológico rumano en numismática y epigrafía, junto con un archivo extremadamente rico sobre la historia general e institucional de la arqueología en Rumania.

## Proyectos internacionales
El instituto participa en el Archivos de Arqueología Europea Proyecto (AREA), con la dirección principal de investigación sobre el tema de "Arqueología en el extranjero", investigando aspectos tales como: la formación de arqueólogos rumanos en los países de Europa occidental y el establecimiento de conexiones con museos y arqueólogos internacionales.

## Publicaciones
El instituto publica desde 1924 la revista de arqueología Dacia, fundada por Vasile Pârvan, en cuyo honor se nombró al instituto. El título original de la revista era Dacia - Recherches et découvertes archéologiques en Roumanie, y hoy se llama Dacia - Revistă arheologică și de istorie veche, con subsecciones en cuatro idiomas: francés, inglés, alemán y ruso.